# Jorge Lesser
Jorge Adolfo Lesser García-Huidobro es un ingeniero, consultor y empresario chileno, actual presidente del directorio de las sanitarias locales Essbio y Esval.

## Primeros años de vida
Se formó en el Saint George's College de la capital, desde donde egresó en el año 1973, y en la Universidad de Chile, casa de estudios en la que se tituló como ingeniero civil industrial con mención en electricidad en 1979.

## Vida pública
Inició su vida laboral apenas egresado de la universidad en Forestal S.A. como ingeniero del departamento de estudios. Luego pasó a Celulosa Arauco y Constitución, donde ocupó cargos gerenciales hasta 1988, y a Pesquera Coloso, donde permaneció hasta 1990.
En el curso de dicha década se vinculó con el sector energético, llegando a ser gerente de finanzas (1990-1995), gerente de la división internacional (1995-1998) y subgerente general (1998-1999) de la Empresa Nacional de Electricidad (Endesa).
Entre 1999 y 2010 colaboró estrechamente con la familia Edwards en la gestión de sus empresas, destacándose su participación en el directorio de El Mercurio SAP, matriz del diario capitalino El Mercurio.
Desde 2008 participó en las firmas de servicios chilenas controladas por el fondo canadiense Ontario Teachers' Pension Plan  (OTPP), de Toronto, vínculo que en 2011 lo llevó a sus cargos actuales.